# Selo D. Pedro V (cabelos lisos)
Os selos com efígie do rei D. Pedro V, designados por cabelos lisos, e emitidos em 1855, foram os primeiros selos emitidos naquele reinado. Vieram substituir os Selo D. Maria II que estavam em circulação desde 1853.
Tal como naquela emissão, os selos foram impressos um a um, dispostos irregularmente em folhas de 24 exemplares, começou com desenhado e gravado por Francisco de Borja Freire, e aproveitando as cercaduras que havia desenhado anteriormente.
Esta série só circulou durante catorze meses, sendo substituída pelos selos Selo D. Pedro V (cabelos anelados), que têm a efígie aperfeiçoada. Foram emitidos 3.824.400 selos de 5 reis castanho vermelho, 3.402.000 selos do 25 reis azul (sendo que existem dois tipos diferentes, que se distinguem por detalhes da moldura), 397.200 selos do 50 reis verde azul, e 349.200 selos de 100 reis lilás.
Os selos foram reimpressos em 1885 e 1905.